# Palmi
Palmi est une commune italienne de la province de Reggio de Calabre, dans la région Calabre, elle est proche de Reggio de Calabre et située à 90 km au sud-ouest de Catanzaro.
Elle est le siège du district, qui comprend 33 municipalités dans la plaine de Gioia Tauro, avec une population d'environ 18 500 habitants.
Avec la proximité des plages de Marina di Palmi et du Lido di Palmi, surplombant la Costa Viola (it), la ville est l'une des principales stations balnéaires de la région grâce à son paysage, ce qui a conduit les écrivains et les poètes à l'appeler la « terrasse sur le détroit de Messine ». La plupart du territoire de Palmi est réputé pour « ses vues magnifiques et variées, l'incomparable beauté encadré par le vert des oliviers et les étendues pittoresques de falaises qui descendent vers la mer, est un cadre naturel particulièrement beau ».
En plus d'être le principal centre administratif de la côte tyrrhénienne de la province, Palmi est également un centre agricole et commercial et abrite les bureaux de la Curie du diocèse de Oppido Mamertina-Palmi.
Pendant des siècles, la ville est également l'un des principaux centres culturels de la Calabre, dans les domaines littéraire, musical, historique et archéologique. Elle a donné naissance, entre autres, au compositeur Francesco Cilea, à l'écrivain Leonida Rèpaci et abrite le complexe du musée de la maison de la culture et du parc archéologique de Tauriana, sur les ruines de l'ancienne ville de Tauriana. Fantino le Vieux (it), le plus ancien saint de la Calabre y vivait. La crypte qui contenait ses restes est actuellement le plus ancien lieu de culte catholique dans la région.
À Palmi sont célébrées deux fêtes d'importance nationale. Les deux événements sont la Varia di Palmi, intégrée en 2013 au Patrimoine culturel immatériel de l'UNESCO, et la fête de saint Roch (it) avec la « procession des fils de fer barbelés ».

## Géographie

### Localisation
Palmi est située en Calabre, dans la province de Reggio de Calabre. Au nord de la municipalité, s'étend le territoire de la plaine de Palmi.

### Géologie et relief
Palmi est située sur la mer Tyrrhénienne, à proximité des pentes du Monte Sant'Elia (it), sur une terrasse donnant sur un tronçon de la Costa Viola (it).
Une grande partie du territoire est formée par une série de collines en terrasses qui se dégradent rapidement dans la mer par un système de falaises et de petites plages. Sur une terrasse à une altitude de 224 mètres se trouve la vieille ville. La partie restante de la municipalité est constituée au sud par le Monte Sant'Elia (579 mètres) et, au nord-ouest, par une zone plate sur laquelle se dressent les quartiers balnéaires qui composent le Lido di Palmi.
La pointe à l'ouest est appelée Capo Barbi, et à partir de ce promontoire commence la Costa Viola. Le nom vient du fait que la mer, non loin de la côte, prend une couleur bleu foncé avec des reflets violacés au coucher du soleil (entre mai et septembre) du fait de sa profondeur.
Sur toute la côte de Palmi, près de la baie de Marinella et de la baie de Tonnara, se trouvent des grottes, des côtes rocheuses et sableuses. Les plages sont celles de Marinella, des Trachini, de Tonnara et Pietrenere-Scinà. Parmi les curiosités on trouve le célèbre rocher de l'Olive, qui est un rocher au sommet duquel est cultivé un olivier.

### Hydrographie
Le fleuve principal est le Petrace (it), qui marque le nord-est à la frontière du canton, de la station Pontevecchio jusqu'à son embouchure sur la mer Tyrrhénienne. Son débit moyen est d'environ 8 m3/s.

## Politique et administration

### Liste des maires
| Période                                  | Période  | Identité        | Étiquette     | Qualité |
| ---------------------------------------- | -------- | --------------- | ------------- | ------- |
| 2012                                     | En cours | Giovanni Barone | Centro-Destra |         |
| Les données manquantes sont à compléter. |          |                 |               |         |

### Jumelages
- Varazze (Italie) depuis 1996 ;
- Viareggio (Italie) depuis 1996.

## Population et société

### Sports
Le football est le sport le plus populaire à Palmi. L'équipe de football principale est l'US Palmese 1912 qui a joué pendant cinq saisons en Serie C, manquant, entre autres, les séries éliminatoires en 1935 pour l'accès à la Serie B. En outre, en 1934, la Palmese a joué deux matches amicaux contre l'AS Roma et l'AC Fiorentina.
En cyclisme sur route, le 25 mai 1982, Palmi était la ville départ de la onzième étape du Tour d'Italie 1982. La ville a été traversée par la caravane du Giro d'Italia dans onze autres éditions. En outre Palmi a été ville-étape pour de nombreuses éditions du Tour de Calabre et, surtout, le Tour de la province de Reggio de Calabre. Sur l'ascension du Monte Sant'Elia, les plus grands noms du cyclisme italien ont animé l'ascension vers le sommet. On peut notamment citer Fausto Coppi, Gino Bartali, Felice Gimondi, Fiorenzo Magni, Francesco Moser, Gastone Nencini et Vittorio Adorni.

## Culture et patrimoine

### Lieux et monuments

#### Églises catholiques

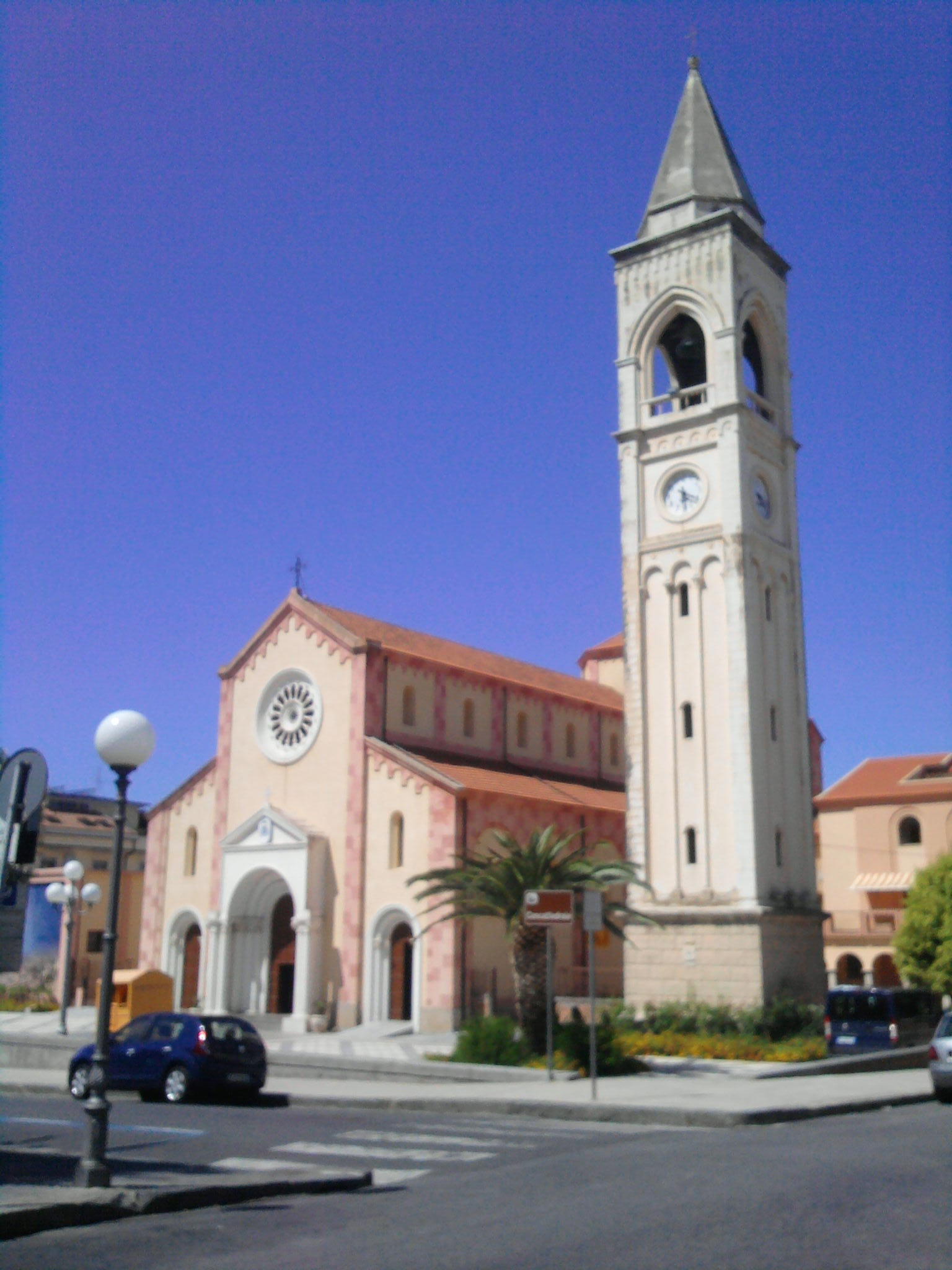
Cathédrale de Palmi.

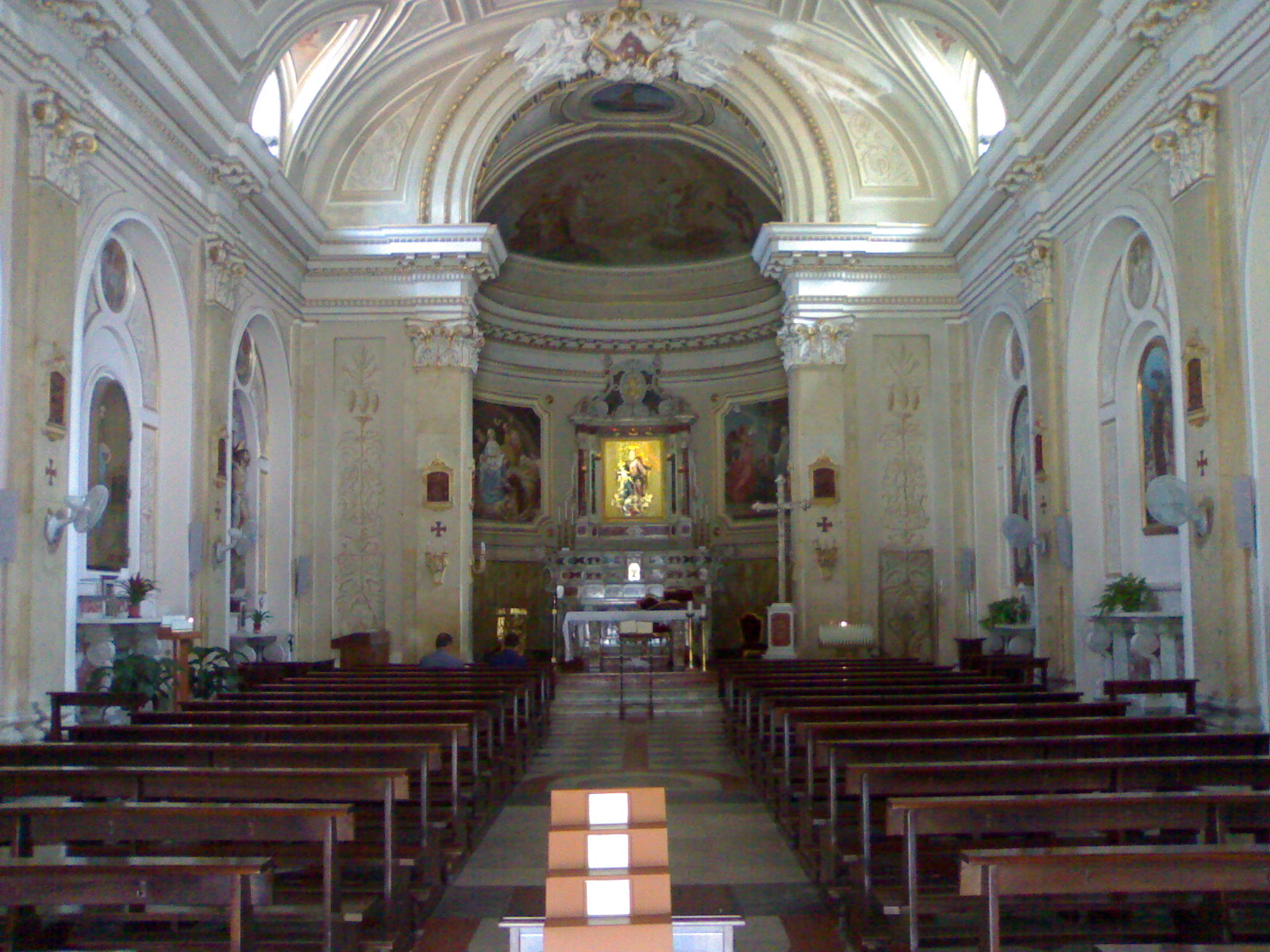
Intérieur du Sanctuaire de la Vierge Marie du Mont Carmel.

- Cathédrale de Saint-Nicolas : co-cathédrale du diocèse d'Oppido Mamertina-Palmi. Le bâtiment est dans le style néo-roman et préserve une peinture du XVIIIe siècle de Notre-Dame de la Lettre Sacré et la relique du Sacro Capello (it) (saint cheveu).
- Église Notre-Dame du Sauvetage : construite en 1788, dans le style baroque tardif, a été reconstruite au XXe siècle. Sur l'autel principal se trouve une statue de Notre-Dame du Sauvetage, datant du XVIIIe siècle.
- Église Notre-Dame du Rosaire : construite en 1937 dans le style néo-roman, à l'intérieur se trouve une statue vénérée de saint Antoine de Padoue.
- Église de la Sainte Famille : construite en 2005, est un exemple de l'architecture moderne.
- Église de Marie Immaculée et de Saint-Roch : construite en 1954 sur un site où se trouvait auparavant deux églises distinctes de ces deux saints. Elle abrite les statues, très vénérées par le peuple, de Saint-Roch et l'Immaculée Conception.
- Sanctuaire de la Vierge Marie du Mont Carmel : construite en 1927 dans le style baroque, est classée parmi les atouts de la région de Calabre en raison de sa beauté artistique. Dans le bâtiment, se trouve la statue miraculeuse de la Vierge Marie du Mont Carmel, datée du XVIIIe siècle.
- Église de la Sainte Croix (XVIIe siècle) : de style baroque, est le plus ancien lieu de culte dans le centre-ville et est également considéré par le ministère de la Culture comme un « bien d'intérêt historique et artistique ». Sur le maître-autel se trouve un crucifix en bois du XVIIe siècle.
- Église de Saint Elias : construite en 1958, la petite église sur le sommet de la montagne du même nom est bâtie sur un lieu de culte construit en 884 par saint Élie d'Enna. À l'intérieur se trouvent des statues de Notre-Dame de la Montagne et de saint Élie.

#### Fontaines monumentales
- Fontaine de Paume (1922), située au centre de la place Amendola et construite dans le style baroque par l'architecte et sculpteur Giuseppe Jommi Sutera. Le travail reprend l'idée de l'ancienne « fontaine du marché », qui se trouvait sur la place du 1er mai jusqu'en 1886. En 1977 a été émis un timbre qui reproduit le travail dans la série « Les fontaines d'Italie ».
- Source de Saint-Roch (2010), réalisée par l'artiste Maurizio Carnevali et l'architecte Bagalà. La fontaine représente une sculpture en bronze de Saint-Roch avec un chien en train de boire.

#### Architecture militaire
- Tour sarrasine, tour de guet côtière datant du XVIe siècle. Elle a été construite en 1565 par Carlo Spinelli, duc de Seminara, dans le cadre de la reconstruction de la ville en 1549. Le bâtiment est protégé par un avis du 16 août 1913 et est situé dans le parc archéologique des Tauriani.

#### Monuments
- Monument aux morts (1932), une œuvre créée par l'artiste Michele Guerrisi et inaugurée lors d'une cérémonie en présence de Humbert II d'Italie et Marie-José de Belgique. Le monument, situé sur la place de la mairie, se compose d'un groupe sculptural basé à blocs de granit en forme de croix grecque, sur laquelle il y a deux groupes de figures de bronze. Le premier groupe est constitué d'un soldat et d'un fripon. Le deuxième groupe est représenté par deux mères unies dans la douleur et la foi. Derrière eux, il y a deux colonnes de marbre de Carrare. À la base des colonnes sont gravés les noms de 203 citoyens de Palmi tombés durant la Grande Guerre.
- Mausolée de Francesco Cilea (1962), travaux également conduits par l'architecte Michele Guerrisi et Nino Bagalà pour accueillir le corps de Francesco Cilea. Le mausolée se compose d'un mur de maçonnerie sur lequel sont disposés des bas-reliefs avec des représentations de scènes du mythe d'Orphée et Eurydice, tout autour d'une sculpture en bronze qui représente la muse Erato. Le mausolée contient une crypte décorée de mosaïques contenant les restes de l'époux Cilea.

#### Sites archéologiques
- La ville disparue de Tauriana
- Le parc archéologique de Tauriana

### Personnalités liées à la commune
- Filarete de Calabre ;
- Elie de Enna ;
- Mimmo Gangemi ;
- Leonida Rèpaci ;
- Francesco Antonio Rèpaci ;
- Giulio Rèpaci ;
- Francesco Cilea ;
- Domenico Margiotta ;
- Rocco Barone.